# 八ヶ岳広域農道

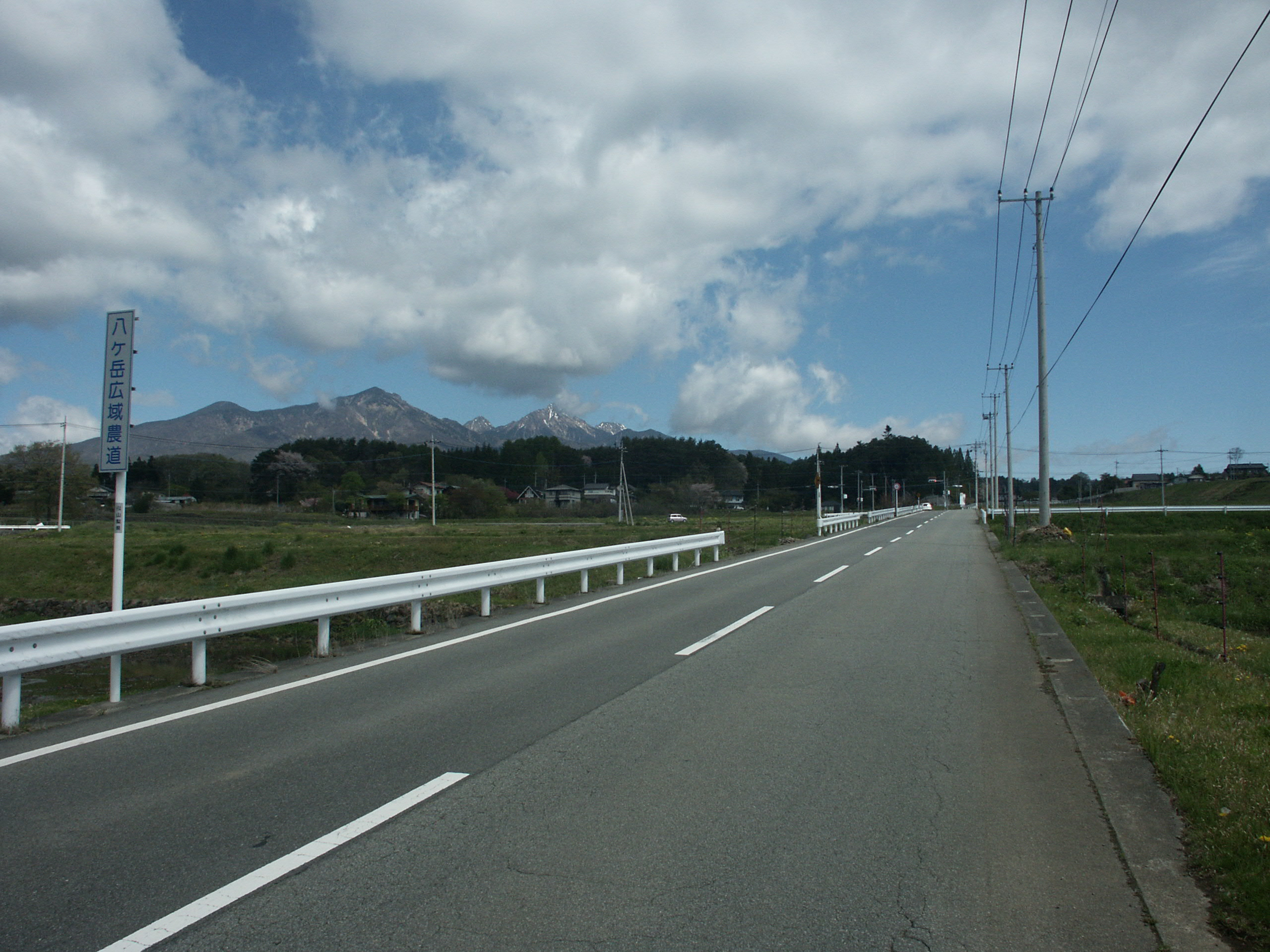
北杜市高根町長澤付近

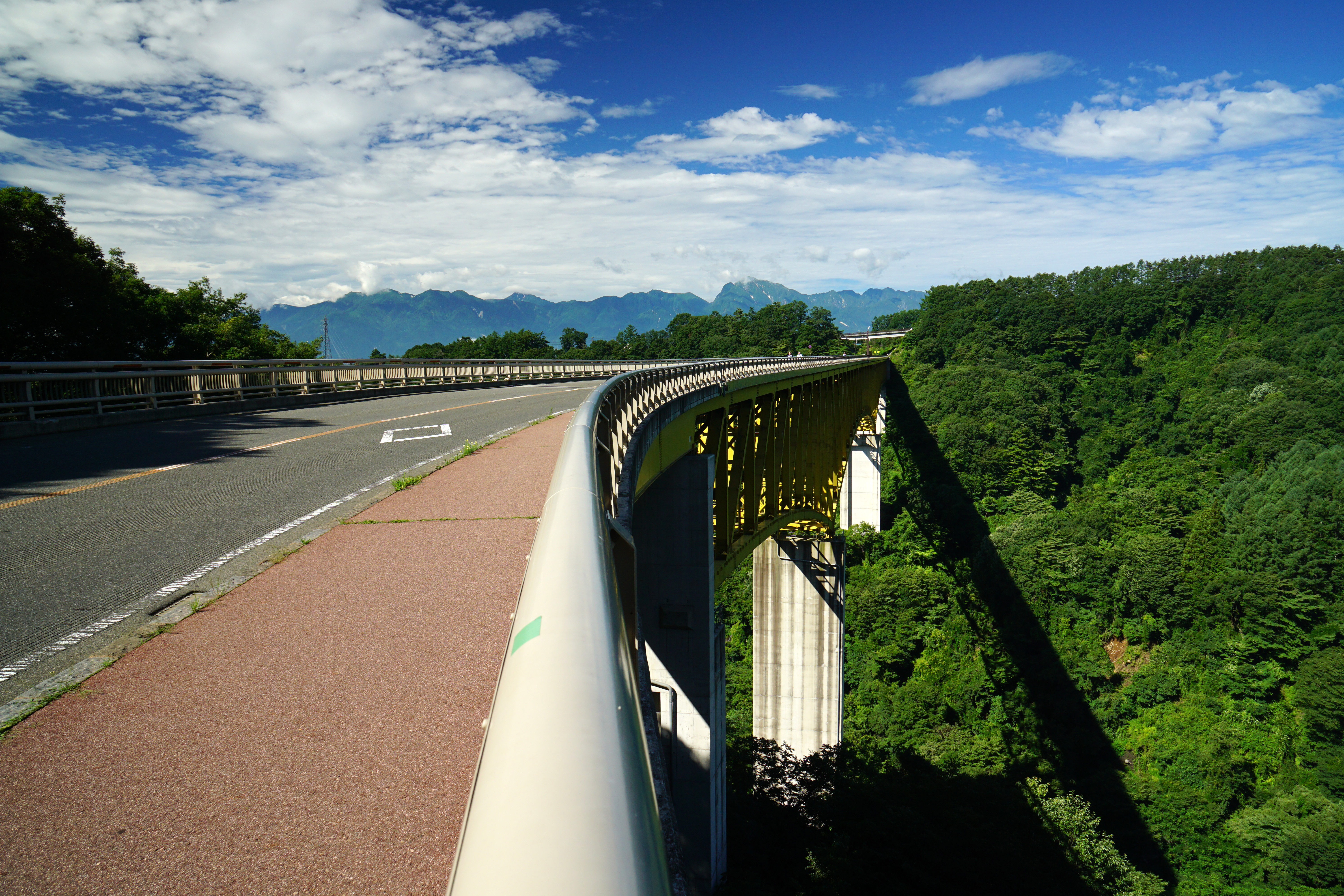
八ヶ岳高原大橋

八ヶ岳広域農道（やつがたけこういきのうどう）は、山梨県北杜市のうち八ヶ岳南麓を走る道路。同市内小淵沢町から長坂町、大泉町、高根町を経て須玉町まで至る広域農道である。この道路には、レインボーラインの愛称がある。

## 概要
- 起点：山梨県北杜市小淵沢町（小海線踏切南）
- 終点：山梨県北杜市須玉町東向（山梨県道601号増富若神子線交点）
- 延長：約19km
- 主要構造物
  - 須玉大橋
  - 多麻トンネル（全長499m・幅員8m）

起点から高根町長澤付近までは八ヶ岳南麓の等高線に沿ってなだらかに走り、そこから国道141号と並行して山を下っていく農道である。小淵沢や甲斐小泉、甲斐大泉や清里などの観光地の中を通っているので、田畑のみならず観光地や別荘地、ペンションなどが沿線に立ち並ぶ。開通しているほぼ全区間に亘って2車線が確保されている。
たかねの湯交差点付近に未拡幅箇所がある。
須玉大橋終点側から終点の山梨県道601号増富若神子線交差点までは未開通であったが、多麻トンネルが完成し2008年10月供用が開始された。

## 周辺
- 小淵沢
  - リゾナーレ八ヶ岳
  - 山梨県馬術競技場
  - 身曾岐神社
  - フィリア美術館
  - 小淵沢絵本美術館
  - 薬用植物園
- 長坂（甲斐小泉）
  - 三分一湧水
  - 平山郁夫シルクロード美術館
  - 富士見坂

- 大泉（甲斐大泉）
  - 八ヶ岳スポーツセンター
  - 八ヶ岳ロイヤルホテル
- 高根町
  - 八ヶ岳高原大橋
  - 山梨県総合農業試験場
  - 南八ヶ岳花の森公園
  - 堤山
  - 旭山
  - たかねの湯

## 交差・接続する主要道路
- 山梨県道609号小荒間長坂停車場線（長坂町小泉小北交差点）
- 山梨県道28号北杜八ヶ岳公園線（大泉町西井出）
- 山梨県道608号長沢小淵沢線（高根町船形神社入口交差点）
- 山梨県道32号長坂高根線（高根町グラウンド入口交差点）
- 国道141号（高根町たかねの湯交差点）
- 山梨県道619号箕輪須玉線（高根町箕輪新町～箕輪間を重複）
- 山梨県道619号箕輪須玉線（須玉町穴平）須玉大橋付近で立体交差
- 山梨県道601号増富若神子線（須玉町東向）

## 通過する自治体

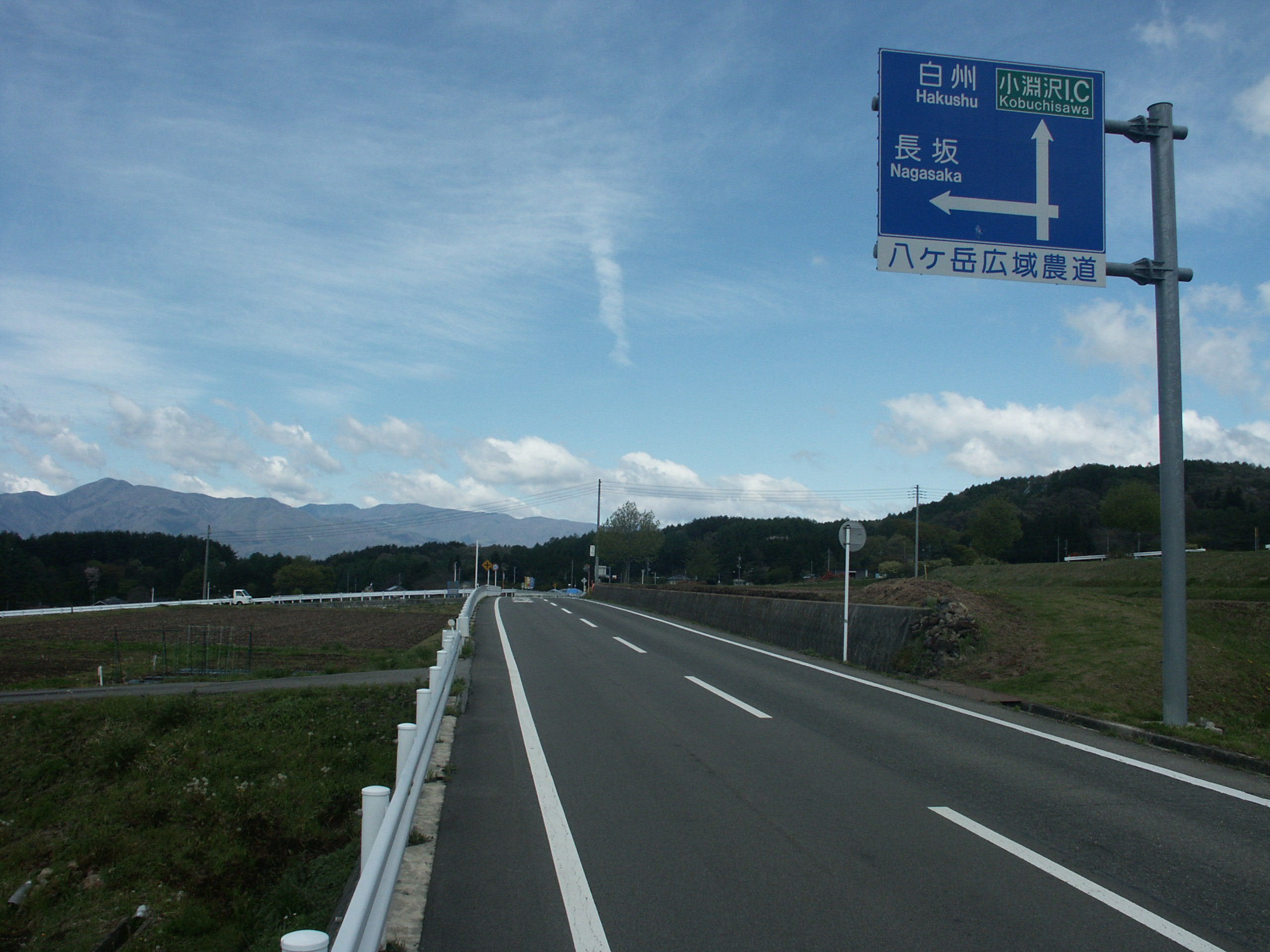
北杜市大泉町谷戸付近

- 山梨県北杜市
  - 小淵沢町
  - 長坂町
  - 大泉町
  - 高根町
  - 須玉町